# Cão-de-taiwan
A cão-de-taiwan[Nota] (em chinês: 臺灣犬) é uma raça descendente dos cães caçadores do Sul da Ásia, chamados pariah dogs, que os antigos habitantes utilizavam nos distritos montanhos centrais. Este resultado foi obtido após pesquisa das universidades de Taiwan, Gifu e Nagoya (Japão), que visitou 29 tribos locais. Leal e companheiro do caçador da floresta, hoje é um animal popular como cão de guarda e companhia na ilha.